# Исса (мифология)
Исса (др.-греч. Ίσσα) — персонаж древнегреческой мифологии. Дочь царя острова Лесбос Макарея.
Родила от Гермеса-Кадма пророка Прилиса. Согласно Овидию принцессу также соблазнил принявший вид пастуха Аполлон.
Согласно представлениям древних греков Лесбос носил название Иссы в честь дочери царя Макарея, а затем был переименован по имени сына Лапифа Лесбоса. По версии Диодора Сицилийского Лесбос назывался Иссой задолго до прибытия туда Макарея. Также с именем этого мифологического персонажа связывают название города на Лесбосе Антиссы.